# Hay amores
«Hay amores»  es una canción escrita e interpretada por la artista colombiana Shakira para la película de 2007 El amor en los tiempos de cólera. La melodía que acompaña la letra fue compuesta por Shakira junto con el brasileño Antonio Pinto. Shakira la interpretó en vivo en solo dos oportunidades, durante el estreno de la película y en el festival Rock in Río en Madrid en 2008, donde se la dedicó a la en ese entonces víctima de secuestro Íngrid Betancourt.

## Video musical
El videoclip muestra a Shakira vestida de rojo en una escalera con velas encendidas, haciendo una interpretación de la canción. A esto se le suman imágenes de escenas de la película.
En YouTube, pese a no ser lanzado mundialmente, se publicó en julio del año 2020. Superó el millón y medio de visitas en cuestión de dos meses.

## Conteos
Solo fue lanzada como sencillo digital y en Sudamérica para promocionar el filme. De todas maneras, ingresó al top 10 en casi todos los países.
Entre las 100 canciones más exitosas del 2008 en Iberoamérica Hay amores quedó en el puesto n.º 49.
| Año  | Conteo                           | Posición                                                                                             |
| ---- | -------------------------------- | --- |
| 2008 | Top 40 Argentina                 | #6                                                                                                   |
| 2008 | Chile Top 100                    | #1 (x2)                                                                                              |
| 2007 | Colombia Top 100                 | #36                                                                                                  |
| 2008 | Iberoamérica Top 100             | #67                                                                                                  |
| 2008 | Latinoamérica Top 100            | #10                                                                                                  |
| 2008 | Guatemala Top 20                 | #2                                                                                                   |
| 2008 | Uruguay Top 40                   | #2 (enlace roto disponible en Internet Archive; véase el historial, la primera versión y la última). |
| 2008 | Ecuador Chart                    | #3                                                                                                   |
| 2007 | Paraguay Top 5                   | #4                                                                                                   |
| 2008 | Los 10 primeros - Ritmosonlatino | #4                                                                                                   |

## Nominaciones y premios
Hay amores ha recibido varias nominaciones y un premio.
Premios Nuestra Tierra- Mejor banda sonora de película nacional - Ganador
Premios Shock - Mejor canción en una banda sonora de película - Nominado
Premios Oye! - Mejor canción de Película, serie o telenovela - Nominado